# Disa engleriana
Disa engleriana är en orkidéart som beskrevs av Friedrich Fritz Wilhelm Ludwig Kraenzlin. Disa engleriana ingår i släktet Disa och familjen orkidéer. Inga underarter finns listade i Catalogue of Life.